# T Bone Burnett

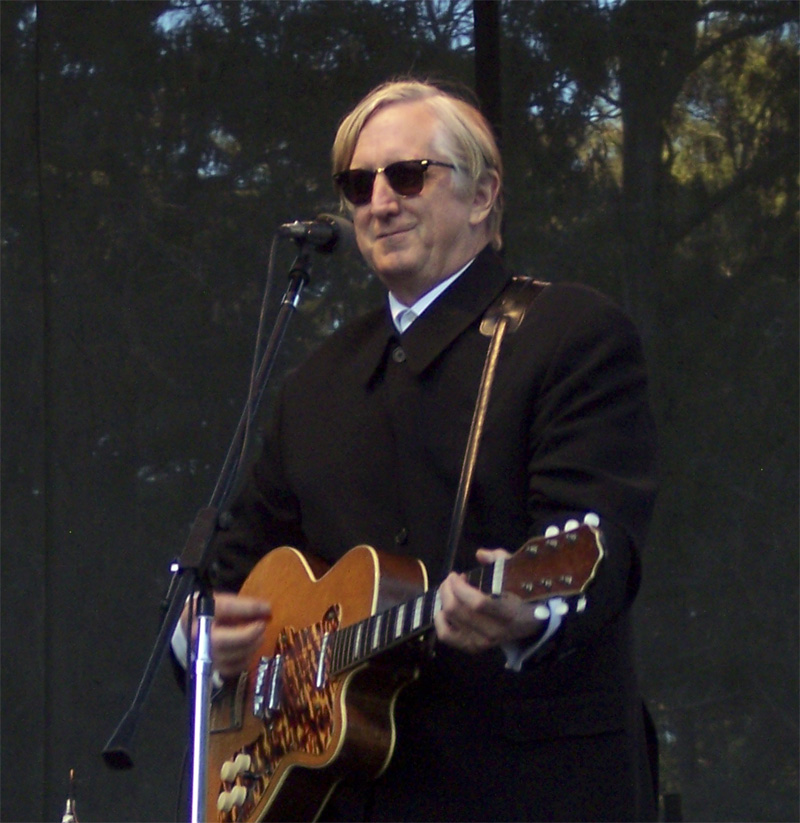
T-Bone Burnett (2007)

Joseph Henry „T Bone“ Burnett (* 14. Januar 1948 in St. Louis) ist ein US-amerikanischer Rocksänger, Gitarrist und Musikproduzent.

## Karriere
Burnett wuchs im texanischen Fort Worth auf, wo er mit Blues- und R&B-Musik in Berührung kam. Er eröffnete ein Tonstudio und begann mit verschiedenen Blues-Bands der Umgebung aufzutreten. Anfang der 70er Jahre zog er nach Los Angeles, wo er Sessions von Glen Clark und Delbert McClinton produzierte. 1972 veröffentlichte er sein Solodebüt The B-52 Band & the Fabulous Skylarks.
Danach tourte Burnett eine Zeitlang mit Delaney & Bonnie, später mit Bob Dylan unter anderem in dessen Rolling Thunder Revue. 1976 gründete er zusammen mit David Mansfield und Steve Soles, Kollegen aus Dylans Begleitgruppe, The Alpha Band, die 1977 und 1978 drei Alben veröffentlichte und sich dann auflöste.
Burnett konzentrierte sich nun auf seine Solokarriere, und 1980 erschien sein zweites Solo-Werk Truth Decay. Er wechselte zu Warner Brothers Records, wo er 1982 die EP Trap Door aufnahm. 1983 folgte das Album Proof through the Night, auf dem Pete Townshend, Ry Cooder und Richard Thompson als Gäste zu hören sind. 1984 kam Behind the Trap Door mit Thompson, Bono und Bob Neuwirth als Gastmusiker auf den Markt.
Danach war Burnett eine Zeitlang nur als Produzent tätig. 1984 arbeitete er mit Los Lobos auf How Will the Wolf Survive? zusammen, 1985 folgte Marshall Crenshaws Downtown. Im selben Jahr schloss er sich mit Elvis Costello zum Duo The Coward Brothers zusammen, sie nahmen die Single The People's Limousine auf. 1986 folgten die Produktionen von Costellos King of America, Love & Hope & Sex & Dreams von den BoDeans und dem nach ihm selbst benannten Album von Peter Case sowie einige Auftritte als Gastmusiker, darunter auf Bob Dylans Knocked Out Loaded. Außerdem veröffentlichte er eine weitere Solo-LP, die schlicht T Bone Burnett hieß.
1987 begann eine dauerhafte Zusammenarbeit mit der Sängerin Sam Phillips, aus der zunächst die von Burnett produzierte LP The Turning hervorging. 1987 folgte The Indescribable Wow und 1991 Cruel Inventions. Noch vor der Veröffentlichung des Albums heirateten Phillips und Burnett. Er produzierte auch alle ihre späteren Werke. 1988 brachte er zusätzlich zu den Produktionen mit The Talking Animals ein weiteres Soloalbum auf den Markt, 1992 folgte Criminal under My Own Hat.
Die Coen-Brüder engagierten Burnett als Produzenten des Soundtracks für den Film  O Brother, Where Art Thou?, der im Jahr 2000 in die Kinos kam. Der Soundtrack ist eine Hommage an die musikalischen Traditionen des ländlichen Amerikas und wurde mit drei Grammys ausgezeichnet. Auch für Inside Llewyn Davis (2013) engagierten die Coens Burnett.
2005 war er für die Filmmusik zur Johnny-Cash-Biographie Walk the Line von Regisseur James Mangold verantwortlich. Nach langer Pause als Solokünstler meldete sich Burnett 2006 mit einem neuen Album zurück. Er veröffentlichte mit The True False Identity sein erstes Solo-Werk seit 14 Jahren. Zeitgleich erschien mit der Doppel-CD Twenty-Twenty auch ein Best-of-Album. 2007 produzierte Burnett das Album Raising Sand von Robert Plant und Alison Krauss.
Im Mai 2008 erschien mit Tooth of Crime ein weiteres Soloalbum von Burnett. Hierbei handelt es sich um eine Zusammenarbeit mit dem Theaterautor Sam Shepard, die 1996 mit der Arbeit an dem gleichnamigen Theaterstück in New York begonnen hat.
Burnetts Trilogie The Invisible Light begann 2019 mit dem Album Acoustic Space; Spells, der mit Keyboarder und Elektroniker Keefus Ciancia und Schlagzeuger Jay Bellerose entstandene zweite Teil, erschien 2022.
Im Jahr 2024 erschien das Album The Other Side, welches eher minimalistisch nur mit Gitarre und Gesang aufgenommen wurde. Auf einigen Titeln wirken Rosanne Cash sowie Jess Wolfe und Holly Laessig der Band Lucius mit.

## Weitere Kooperationen
Weitere Interpreten, mit denen Burnett zusammengearbeitet hat, sind unter anderem Tony Bennett, Bruce Cockburn, Counting Crows, Jakob Dylan, Emmylou Harris, Leo Kottke, Kris Kristofferson, k.d. lang, Diana Krall, John Mellencamp, Natalie Merchant, Nitty Gritty Dirt Band, Roy Orbison, Punch Brothers, Ringo Starr, Spinal Tap, The Wallflowers, The Who, Gillian Welch, Victoria Williams, Warren Zevon und Elton John.

## Auszeichnungen
Burnett war zweimal für einen Oscar nominiert, 2004 gemeinsam mit Elvis Costello für den Song „The Scarlet Tide“ aus Unterwegs nach Cold Mountain und 2010 gemeinsam mit Ryan Bingham für „The Weary Kind“ aus Crazy Heart, das ihm einen Golden Globe und einen Oscar einbrachte. Außerdem ist er als Produzent mehrfach mit dem Grammy ausgezeichnet worden.